# El Pedregal (Guadalajara)
El Pedregal es un municipio y localidad española de la provincia de Guadalajara, en la comunidad autónoma de Castilla-La Mancha. El término municipal tiene una población de 63 habitantes (INE 2024).

## Geografía

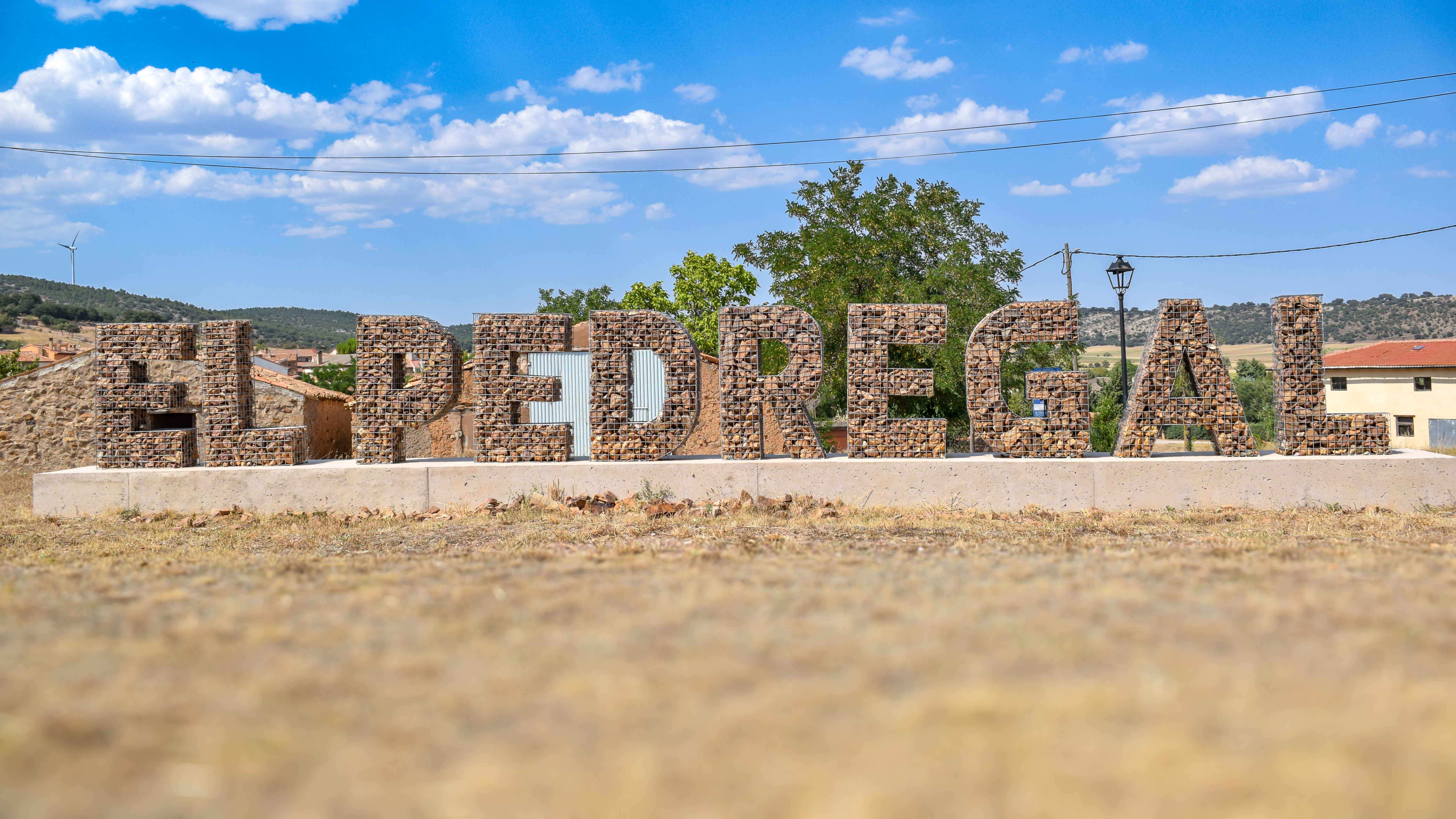
Ornamentación a la entrada de la localidad

Integrado en la comarca de Señorío de Molina-Alto Tajo, se sitúa a 168 km de la capital provincial. El término municipal está atravesado por la carretera nacional N-211 entre los pK 87 y 91, siendo el último municipio que atraviesa antes de pasar a la provincia de Teruel. 
El relieve del municipio está formado por el Sistema Ibérico castellano, con zonas llanas y elevaciones dispersas entre las que discurren arroyos. La altitud oscila entre los 1380 m (Collado del Raso), al sur, en Sierra Menera,  y los 1157 m, en la ribera del arroyo del Collado de la Hoz. El pueblo se alza a 1193 m sobre el nivel del mar.
| Noroeste: El Pobo de Dueñas | Norte: El Pobo de Dueñas | Noreste: Blancas (Teruel)       |
| Oeste: El Pobo de Dueñas    |                          | Este: Pozuel del Campo (Teruel) |
| Suroeste: Setiles           | Sur: Setiles             | Sureste: Ojos Negros (Teruel)   |

## Historia
Hacia mediados del siglo XIX, el lugar tenía contabilizada una población de 124 habitantes. La localidad aparece descrita en el decimosegundo volumen del Diccionario geográfico-estadístico-histórico de España y sus posesiones de Ultramar de Pascual Madoz de la siguiente manera:

PEDREGAL (el): l. con ayunt. en la prov. de Guadalajara (23 leg.) part. jud. de Molina (5), aud. terr. de Madrid (33), c. g. de Castilla la Nueva, dióc. de Sigüenza (20). sit. en terreno áspero y montuoso, con libre ventilacion y clima frio: tiene 15 casas, la consistorial, escuela de instruccion primaria frecuentada por 8 alumnos á cargo de un maestro dotado con 12 fan. de trigo, una igl. parr. (San Pedro Apóstol) aneja de la de Sotiles: confina el térm. con los de Setiles, El Pobo, Teros y Tordesilos: dentro de él se encuentran varias fuentes de esquisitas aguas, que proveen á las necesidades del vecindario: el terreno quebrado y montuoso en su mayor parte, es pedregoso, salobral y no de la mejor calidad: en todas direcciones se encuentran bosques de encina, marojo, sabinas y otras matas. caminos: los locales y el que dirije á la cab. del part., donde se recibe y despacha el correo. prod.: trigo, cebada, centeno, algunas legumbres, leñas de combustible y pastos, con los que se mantiene ganado lanar y cabrio; hay caza de liebres, conejos, perdices, tordos, venados y corzos, algunos lobos y zorras. ind.: la agrícola. comercio: esportacion de algun ganado y lana, é importacion de los art. que faltan. pobl.: 20 vec., 124 alm. cap. prod.: 340,000 rs. imp.: 27,200 contr.: 1,316.
(Madoz, 1849, p. 735)

## Demografía
El Pedregal cuenta con una población de 63 habitantes (INE 2024).
| Gráfica de evolución demográfica de El Pedregal entre 1842 y 2021 |
| |
| Población de derecho según los censos de población del INE Población de hecho según los censos de población del INEEntre el censo de 1857 y el anterior, este municipio desaparece porque se integra en el municipio El Pobo de Dueñas Entre el censo de 1930 y el anterior, aparece este municipio porque se segrega del municipio El Pobo de Dueñas |

| 106           | 114 | 105 | 106 | 84 | 83 |
| (Fuente: INE) |     |     |     |    |    |

## Personas notables
- Marciano José Filomeno López, mártir católico.